# ウィリアム・シュテルン

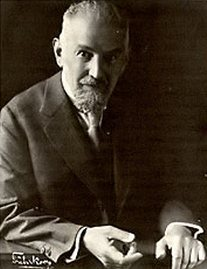
ウィリアム・シュテルン

ウィリアム・シュテルン（William Stern 1871年4月29日 - 1938年3月27日）はドイツの心理学者で、人格主義の哲学者でもある。個性や知能に関する研究の先駆者。IQという概念の創始者。

## 生涯
改革派ユダヤ教徒ジギスムント・シュテルンの息子としてベルリンに生まれる。正式名Luis William Stern（ルイス・ウィリアム・シュテルン）のファーストネーム"Luis"は初期に"L."と記す以外にはほとんど使わず、親戚からもらった名かもしれないセカンドネーム"William"を個人名として使ったが、ドイツにおいても通常のドイツ語名"Wilhelm"ではなく英語名"William"である。
1893年にベルリン大学で哲学博士号を取得。1897年から1916年までブレスラウ大学で教鞭を執る。この間、1897年に発明した可変音響発生器（tone variator）は人類の音響知覚の研究に多大な貢献をした。1916年、実験教育学者モイマンの後任として第1次大戦終結後新設のハンブルク大学の心理学教授に任命され、ここで1933年まで心理学研究所の主任を務めた。児童心理も対象分野の一つであった。
ユダヤ人であるため、1933年にナチス政権を逃れてオランダに移り、次いでアメリカに移住。アメリカではデューク大学の講師（のち教授）を務め、1938年に没するまでこの地位に在った。
心理学者Clara Joseephy（のちクララ・シュテルンの名で知られた）と結婚して三児をもうけ、この三児の日誌的観察記録にもとづいて、「子どもの言語」(妻クララと共著, 1907)、「幼児期における回想記憶・供述・うそ」(妻クララと共著, 1909)、「幼児期の心理学」(1914)などの児童心理学の研究を行った。妻クララは世界最初の女性心理学研究者として顕彰されている。第2子ギュンター・アンダース(筆名)は哲学的随筆家で思想家、詩人として知られ、政治哲学者ハンナ・アーレントの最初の夫でもあった。彼は、自分の子ども時代の発達記録が研究資料となった「幼児期の心理学」や、最後の著書「人格主義心理学にもとづく一般心理学」などが第2次大戦後に再版されたとき、序文を寄せて父親のことを語っている。
(典拠)
大山正・梅本堯夫(編)　心理学史への招待　第11章 個人差と個性の研究　11.3.1 シュテルンの差異心理学と人格主義心理学　Box 11.6 ウィリアム・シュテルン,  p.171, サイエンス社, 1994

## 著書
- ウィリアム・シュテルン著『個人差の心理学』（1900年）
- ウィリアム・シュテルン著『供述の心理学：記憶の正確さの実験的研究』(1902年)
- ウィリアム・シュテルン著『人ともの：哲学的世界観の体系』（1906年）
- クララ・シュテルン、ウィリアム・シュテルン共著『子どもの言語』（1907年）
- クララ・シュテルン、ウィリアム・シュテルン共著『幼児期における回想記憶・供述・うそ』（1909年）
- ウィリアム・シュテルン著『差異心理学』（1911年）
- ウィリアム・シュテルン著『幼児期の心理学』（1914年）
- ウィリアム・シュテルン著『人格主義哲学の基本的考え』（1918年）
- ウィリアム・シュテルン著『思春期：ある少年の日記の心理学的編集』（1925年）
- ウィリアム・シュテルン著『人格主義にもとづく一般心理学』（1935年）